# Napomyza manni
Napomyza manni este o specie de muște din genul Napomyza, familia Agromyzidae, descrisă de Spencer în anul 1986.
Este endemică în Colorado. Conform Catalogue of Life specia Napomyza manni nu are subspecii cunoscute.